# Meleti
Meleti (lombardul: Melìd) település Olaszországban, Lombardia régióban, Lodi megyében. Lakosainak száma 448 fő (2023. január 1.). Meleti Caselle Landi, Cornovecchio, Maccastorna, Crotta d’Adda és Castelnuovo Bocca d’Adda községekkel határos.

## Népesség
A település lakossága az elmúlt években az alábbi módon változott:
| Lakosok száma | 447  | 442  | 448  |
|               | 2017 | 2018 | 2023 |